# Psi-Ops: The Mindgate Conspiracy
Psi-Ops: The Mindgate Conspiracy es un videojuego desarrollado por Midway Games en el año 2004 para Xbox, PlayStation 2 y Microsoft Windows. También empezó a ser desarrollados para Nintendo GameCube pero fue finalmente cancelado. El juego consiste en que tu eres un agente P.S.I. que fue capturado por una agencia terrorista, con ayuda de los poderes mentales P.S.I. y armas de combate, tendrás que luchar contra cada jefe terrorista.

## Poderes Mentales P.S.I.
- Piroquinesia: Habilidad de controlar el fuego sin siquiera tocarlo.
- Telequinesia: Habilidad de levantar o levitar un objeto, o persona, con la mente.
- Visión remota: Habilidad de divisar cosas, o lugares, donde uno no se encuentra.
- Drenaje mental: Habilidad de drenar un cuerpo, extrayendo todo su poder mental; en consecuencia su cabeza explota y la víctima muere. si la víctima ya había muerto por cualquier otra razón que no fuera el drenaje mental y su cabeza sigue intacta, se puede drenar una parte de su poder mental.
- Control Mental: Habilidad de controlar un cuerpo manipulándolo con la mente.
- Visión de aura: Habilidad de ver formas que uno no ve. Como por ej.: "bestias paranormales e invisibles".

## Personajes

### NICK SCRYER: Especialista PSI-OPS
- EDAD: 34 años
- ALTURA: 1,82 m.
- PESO: 95 kg.
- PODERES PSI: Especialización en telequinesis, Visión remota, Drenaje Mental, Control Mental, Piroquinesis y Visión del Aura.
- OBSERVACIÓN: En ocasiones tiene visiones confusas del futuro.
- BIOGRAFÍA: El teniente Nick Scryer es un experimentado veterano de guerra que ha sido elegido para liderar un equipo de ataque con las Fuerzas Antiterroristas de la ONU. Él es´´infiltrado´´y capturado en una operación contra una organización terrorista, llamada ´´El Movimiento´´. Una vez dentro, descubre que en realidad él es un agente que trabaja para una organización secreta del gobierno, conocida como Mindgate. Entrenado para utilizar sus capacidades PSI, él representa una poderosa arma contra las amenazas terroristas en el mundo, que utilizan sus propios poderes PSI. Para infiltrarse con éxito, a la organización, descubre que sus recuerdos y poderes han sido temporalmente borrados para que pueda superar las sondas PSI del enemigo. Ahora debe escapar de sus captores y luchar contra los poderosos agentes PSI de El Movimiento. Tiene que descubrir su verdadero pasado, y su vinculación con el misterioso líder de los terroristas, Yo.

- Datos: Q1814366